# اختبار غالياتزي
اختبار غالياتزي أو علامة أليس هو فحص طبي يستخدم في تقييم خلع الورك، وذلك في المقام الأول من أجل اختبار خلل التنسج الوركي الخلقي. يتم تنفيذه عن طريق ثني ركب الرضيع وهو في وضعية الاستلقاء بحيث تمس القدمين السطح وتلمس الكاحلين الأرداف. إذا لم تكن الركبتان مستويان فإن الاختبار إيجابي، مما يشير إلى وجود تشوه خلقي في مفصل الورك.